# Duskfredløs
Duskfredløs (Lysimachia thyrsiflora), ofte skrevet dusk-fredløs, er en 25-60 cm høj urt, der vokser på våd bund på f.eks søbredder.

## Beskrivelse
Duskfredløs er en flerårig urt, som optræder med opret vækst i åbne bestande. Hvert af de lodrette skud bærer korsvist modsatte, helrandede blade, der er lancetformede. Over- og undersiderne er glatte og lysegrønne. Blomstringen sker i juni-juli, hvor de tætte hoveder af små, gule blomster sidder på lange stilke i bladhjørnerne. Frugterne modner godt og spirer villigt.
Rødderne sidder på en vandret rodstok, som også bærer ét eller flere, lodrette skud.
Højde x bredde og årlig tilvækst: 0,30 x 2 m (30 x 10 cm/år).

## Voksested
Planten findes vildtvoksende i Danmark, hvor den gror i rørsumpe, våde enge, søbredder, grøftekanter, og kær. Den findes temmelig almindeligt i Jylland, og hist og her i resten af landet.
Den findes ofte voksende sammen med bl.a. alm. fredløs, kattehale, alm. mangeløv, blåtop, kragefod, skjolddrager, lysesiv, smalbladet kæruld og vandmynte.

## Anvendelse
Duskfredløs er meget anvendelig, men overset som staude i haver.
| Portal | Portal:Botanik |